# Temporada 1952 de Fórmula 1
La Temporada 1952 de Fórmula 1 fue la tercera del Campeonato Mundial de Pilotos de la FIA. Se disputó entre el 18 de mayo y el 7 de septiembre. El campeonato consistió en 8 carreras, 7 bajo la regulación de la FIA, más Indianápolis 500, acogida a las normas del Campeonato Nacional estadounidense de la AAA. Alberto Ascari obtuvo su primer campeonato.

## Previa de la temporada

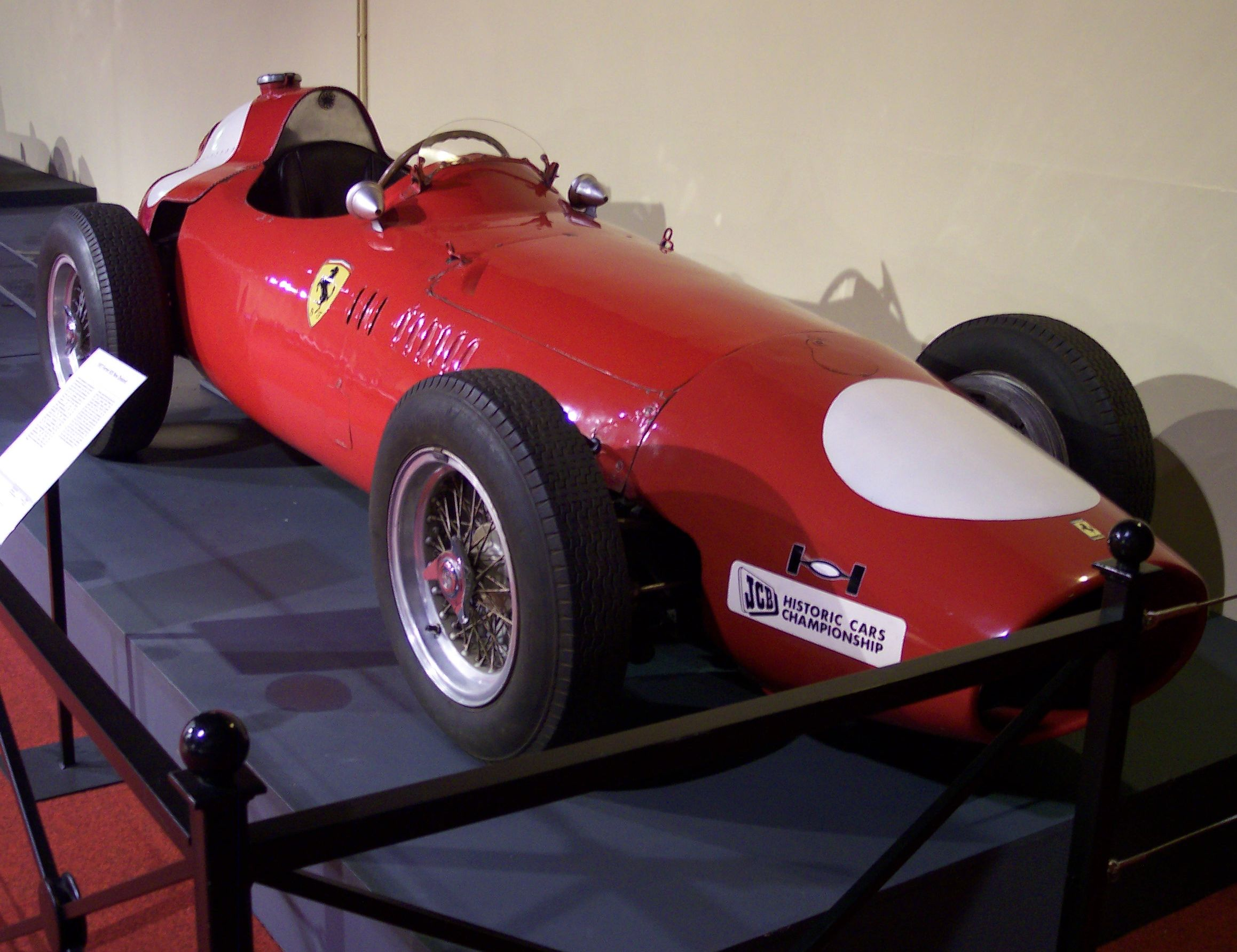
Ferrari 375S Indy 500.

La principal novedad de la temporada iba a ser la ausencia de Alfa Romeo del campeonato; a pesar de que sus pilotos habían ganado los dos campeonatos disputados hasta la fecha, el gobierno italiano, propietario de la marca, se opuso a financiar un nuevo coche para la competición. Además, BRM, que había debutado el año anterior con su motor V16 tampoco se retiró de la competición un mes antes del inicio del campeonato, por lo que la hegemonía italiana, especialmente de Ferrari, amenazaba la competitividad y el espectáculo del campeonato. Para evitarlo, la FIA decidió usar las regulaciones de la Fórmula 2, para obligar a Ferrari a reformular su motor de 4.5 litros y atraer a otros constructores por la consiguiente bajada de los gastos de desarrollo de un motor más pequeño y simple.
En lo deportivo, la salida de Alfa Romeo dejaba sin volante a los dos campeones mundiales. Farina aceptó la oferta de Ferrari a pesar de tener que ocupar un papel secundario frente a Ascari. Fangio, a pesar de ser el vigente campeón, comenzó la temporada sin equipo y aunque se puso al volante de un BRM en dos carreras no puntuables, un accidente con Maserati le impidió disputar ninguna carrera del campeonato.

## Resumen de la temporada

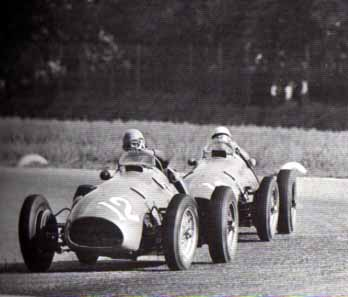
El campeón de la temporada Alberto Ascari y Luigi Villoresi en el Gran Premio de Italia de 1952.

A pesar de la intención de la FIA de rebajar las especificaciones del campeonato para fomentar la competitividad entre los equipos, el dominio de Ferrari y de Ascari fue absoluto. De las 7 carreras de Fórmula 2 del calendario, tan sólo dejó de ganar la primera, en la que no pudo participar por encontrarse en EE. UU para disputar Indianápolis 500 (convirtiéndose así en el primer europeo en hacerlo)
El resto de equipos, incluidos los italianos de Maserati y Gordini, quedaron eclipsados ante la apabullante superioridad de Ferrari, aunque las actuaciones de Mike Hawthorn con Cooper le valieron un volante en Ferrari para la temporada siguiente.
El campeón Fangio sufrió un grave accidente en los inicios del campeonato durante en una carrera no puntuable en Monza, cuyas lesiones le impidieron disputar ninguna otra carrera de la temporada.

## Escuderías y pilotos
| Escudería                      | Chasis            | Chasis                  | Motor                                  | Neu. | Pilotos                       | Rondas      |
| ------------------------------ | ----------------- | ----------------------- | -------------------------------------- | ---- | ----------------------------- | ----------- |
| AFM                            | AFM               | AFM                     | Küchen 2.0 V8                          | E    | Hans Stuck                    | 1           |
| Scuderia Ferrari               | Ferrari           | 500 375S                | Ferrari 500 2.0 L4 Ferrari 375 4.5 V12 | P F  | Giuseppe Farina               | 1, 3–8      |
| Scuderia Ferrari               | Ferrari           | 500 375S                | Ferrari 500 2.0 L4 Ferrari 375 4.5 V12 | P F  | Piero Taruffi                 | 1, 3–6, 8   |
| Scuderia Ferrari               | Ferrari           | 500 375S                | Ferrari 500 2.0 L4 Ferrari 375 4.5 V12 | P F  | Andre Simon                   | 1, 8        |
| Scuderia Ferrari               | Ferrari           | 500 375S                | Ferrari 500 2.0 L4 Ferrari 375 4.5 V12 | P F  | Alberto Ascari                | 2–8         |
| Scuderia Ferrari               | Ferrari           | 500 375S                | Ferrari 500 2.0 L4 Ferrari 375 4.5 V12 | P F  | Luigi Villoresi               | 7–8         |
| Escudería Bandeirantes         | Maserati          | A6GCM                   | Maserati A6 2.0 L6                     | P    | Philippe Étancelin            | 4           |
| Escudería Bandeirantes         | Maserati          | A6GCM                   | Maserati A6 2.0 L6                     | P    | Gino Bianco                   | 5–8         |
| Escudería Bandeirantes         | Maserati          | A6GCM                   | Maserati A6 2.0 L6                     | P    | Eitel Cantoni                 | 5–6, 8      |
| Escudería Bandeirantes         | Maserati          | A6GCM                   | Maserati A6 2.0 L6                     | P    | Chico Landi                   | 7–8         |
| Escudería Bandeirantes         | Maserati          | A6GCM                   | Maserati A6 2.0 L6                     | P    | Jan Flinterman                | 7           |
| Equipe Gordini                 | Gordini           | 16 16S Simca-Gordini 15 | Gordini 20 2.0 L6 Gordini 1500 1.5 L4  | E    | Jean Behra                    | 1, 3–4, 6–8 |
| Equipe Gordini                 | Gordini           | 16 16S Simca-Gordini 15 | Gordini 20 2.0 L6 Gordini 1500 1.5 L4  | E    | Robert Manzon                 | 1, 3–8      |
| Equipe Gordini                 | Gordini           | 16 16S Simca-Gordini 15 | Gordini 20 2.0 L6 Gordini 1500 1.5 L4  | E    | Birabongse Bhanudej           | 1, 3–5      |
| Equipe Gordini                 | Gordini           | 16 16S Simca-Gordini 15 | Gordini 20 2.0 L6 Gordini 1500 1.5 L4  | E    | Johnny Claes                  | 3           |
| Equipe Gordini                 | Gordini           | 16 16S Simca-Gordini 15 | Gordini 20 2.0 L6 Gordini 1500 1.5 L4  | E    | Maurice Trintignant           | 4–8         |
| Ecurie Rosier                  | Ferrari           | 500                     | Ferrari 500 2.0 L4                     | D    | Louis Rosier                  | 1, 3–4, 8   |
| HW Motors                      | HWM               | 52 51/52                | Alta F2 2.0 L4                         | D    | George Abecassis              | 1           |
| HW Motors                      | HWM               | 52 51/52                | Alta F2 2.0 L4                         | D    | Peter Collins                 | 1, 3–6, 8   |
| HW Motors                      | HWM               | 52 51/52                | Alta F2 2.0 L4                         | D    | Lance Macklin                 | 1, 3–5, 7–8 |
| HW Motors                      | HWM               | 52 51/52                | Alta F2 2.0 L4                         | D    | Stirling Moss                 | 1           |
| HW Motors                      | HWM               | 52 51/52                | Alta F2 2.0 L4                         | D    | Paul Frère                    | 3, 6        |
| HW Motors                      | HWM               | 52 51/52                | Alta F2 2.0 L4                         | D    | Roger Laurent                 | 3           |
| HW Motors                      | HWM               | 52 51/52                | Alta F2 2.0 L4                         | D    | Yves Giraud-Cabantous         | 4           |
| HW Motors                      | HWM               | 52 51/52                | Alta F2 2.0 L4                         | D    | Duncan Hamilton               | 5, 7        |
| HW Motors                      | HWM               | 52 51/52                | Alta F2 2.0 L4                         | D    | Johnny Claes                  | 6           |
| HW Motors                      | HWM               | 52 51/52                | Alta F2 2.0 L4                         | D    | Dries van der Lof             | 7           |
| Scuderia Franera               | Frazer-Nash       | FN48                    | Bristol BS1 2.0 L6                     | D    | Ken Wharton                   | 1, 3, 7–8   |
| Toni Ulmen                     | Veritas           | Meteor                  | Veritas 2.0 L6                         | D    | Toni Ulmen                    | 1, 6        |
| Ecurie Richmond                | Cooper            | T20                     | Bristol BS1 2.0 L6                     | D    | Eric Brandon                  | 1, 3, 5, 8  |
| Ecurie Richmond                | Cooper            | T20                     | Bristol BS1 2.0 L6                     | D    | Alan Brown                    | 1, 3, 5, 8  |
| Enrico Platé                   | Maserati          | 4CLT/48                 | Maserati Platé 2.0 L4                  | P    | Toulo de Graffenried          | 1, 4–5, 8   |
| Enrico Platé                   | Maserati          | 4CLT/48                 | Maserati Platé 2.0 L4                  | P    | Harry Schell                  | 1, 4–5      |
| Enrico Platé                   | Maserati          | 4CLT/48                 | Maserati Platé 2.0 L4                  | P    | Alberto Crespo                | 8           |
| Écurie Espadon                 | Ferrari           | 500 212                 | Ferrari 500 2.0 L4 Ferrari 125 1.5 V12 | P    | Rudi Fischer                  | 1, 4–6, 8   |
| Écurie Espadon                 | Ferrari           | 500 212                 | Ferrari 500 2.0 L4 Ferrari 125 1.5 V12 | P    | Peter Hirt                    | 1, 4–5      |
| Écurie Espadon                 | Ferrari           | 500 212                 | Ferrari 500 2.0 L4 Ferrari 125 1.5 V12 | P    | Rudolf Schoeller              | 6           |
| Écurie Espadon                 | Ferrari           | 500 212                 | Ferrari 500 2.0 L4 Ferrari 125 1.5 V12 | P    | Hans Stuck                    | 8           |
| Alfred Dattner                 | Simca-Gordini     | 11                      | Gordini 1500 1.5 L4                    | E    | Max de Terra                  | 1           |
| Leslie D. Hawthorn             | Cooper            | T20                     | Bristol BS1 2.0 L6                     | D    | Mike Hawthorn                 | 3, 5, 7–8   |
| English Racing Automobiles Ltd | ERA               | G                       | Bristol BS1 2.0 L6                     | D    | Stirling Moss                 | 3, 5, 7     |
| Ecurie Francorchamps           | Ferrari           | 500                     | Ferrari 500 2.0 L4                     | E    | Charles de Tornaco            | 3, 7–8      |
| Ecurie Francorchamps           | Ferrari           | 500                     | Ferrari 500 2.0 L4                     | E    | Roger Laurent                 | 6           |
| Arthur Legat                   | Veritas           | Meteor                  | Veritas 2.0 L6                         | E    | Arthur Legat                  | 3           |
| Robin Montgomerie-Charrington  | Aston-Butterworth | NB41                    | Butterworth 2.0 L4                     | D    | Robin Montgomerie-Charrington | 3           |
| Tony Gaze                      | HWM               | 52                      | Alta F2 2.0 L4                         | D    | Tony Gaze                     | 3, 5–6, 8   |
| Robert O' Brien                | Simca-Gordini     | 15                      | Gordini 1500 1.5 L4                    | E    | Robert O' Brien               | 3           |
| Peter Whitehead                | Alta Ferrari      | F2 125/F2               | Alta F2 2.0 L4 Ferrari 125 1.5 V12     | D    | Peter Whitehead               | 4–5, 8      |
| Peter Whitehead                | Alta Ferrari      | F2 125/F2               | Alta F2 2.0 L4 Ferrari 125 1.5 V12     | D    | Graham Whitehead              | 5           |
| Ecurie Belge                   | Simca-Gordini     | 15                      | Gordini 1500 1.5 L4                    | E    | Johnny Claes                  | 4–5         |
| Ecurie Belge                   | Simca-Gordini     | 15                      | Gordini 1500 1.5 L4                    | E    | Paul Frère                    | 7           |
| Scuderia Marzotto              | Ferrari           | 166/F2                  | Ferrari 125 1.5 V12                    | P    | Franco Comotti                | 4           |
| Scuderia Marzotto              | Ferrari           | 166/F2                  | Ferrari 125 1.5 V12                    | P    | Piero Carini                  | 4, 6        |
| Archie Bryde AHM Bryde         | Cooper-Bristol    | T20                     | Bristol BS1 2.0 L6                     | D    | Mike Hawthorn                 | 4           |
| Archie Bryde AHM Bryde         | Cooper-Bristol    | T20                     | Bristol BS1 2.0 L6                     | D    | Reg Parnell                   | 5           |
| W.S. Aston                     | Aston-Butterworth | NB41                    | Butterworth 2.0 F4                     | D    | Bill Aston                    | 5–6, 8      |
| Connaught Engineering          | Connaught         | A                       | Lea-Francis 2.0 L4                     | D    | Kenneth McAlpine              | 5, 8        |
| Connaught Engineering          | Connaught         | A                       | Lea-Francis 2.0 L4                     | D    | Ken Downing                   | 5           |
| Connaught Engineering          | Connaught         | A                       | Lea-Francis 2.0 L4                     | D    | Eric Thompson                 | 5           |
| Connaught Engineering          | Connaught         | A                       | Lea-Francis 2.0 L4                     | D    | Dennis Poore                  | 5, 8        |
| Connaught Engineering          | Connaught         | A                       | Lea-Francis 2.0 L4                     | D    | Stirling Moss                 | 8           |
| Ecurie Ecosse                  | Cooper-Bristol    | T20                     | Bristol BS1 2.0 L6                     | D    | David Murray                  | 5           |
| G. Caprara                     | Ferrari           | 500                     | Ferrari 500 2.0 L6                     | D    | Roy Salvadori                 | 5           |
| Tony Crook                     | Frazer-Nash       | 421                     | BMW 328 2.0 L6                         | D    | Tony Crook                    | 5           |
| Marcel Balsa                   | Balsa             | Eigenbau                | BMW 328 2.0 L6                         | ?    | Marcel Balsa                  | 6           |
| Fritz Riess                    | Veritas           | RS                      | Veritas 2.0 L6                         | ?    | Fritz Riess                   | 6           |
| Theo Helfrich                  | Veritas           | RS                      | Veritas 2.0 L6                         | ?    | Theo Helfrich                 | 6           |
| Willi Heeks                    | AFM-BMW           | 8                       | BMW 328 2.0 L6                         | ?    | Willi Heeks                   | 6           |
| Helmut Niedermayr              | AFM-BMW           | 6                       | BMW 328 2.0 L6                         | ?    | Helmut Niedermayr             | 6           |
| Adolf Brudes                   | Veritas           | RS                      | Veritas 2.0 L6                         | ?    | Adolf Brudes                  | 6           |
| Motor Presse Verlag            | Veritas           | Meteor                  | Veritas 2.0 L6                         | ?    | Paul Pietsch                  | 6           |
| Hans Klenk                     | Veritas           | Meteor                  | Veritas 2.0 L6                         | ?    | Hans Klenk                    | 6           |
| Josef Peters                   | Veritas           | RS                      | Veritas 2.0 L6                         | ?    | Josef Peters                  | 6           |
| Bernhard Nacke                 | Nacke             | Eigenbau                | BMW 328 2.0 L6                         | ?    | Günther Bechem                | 6           |
| Ludwig Fischer                 | AFM               | 8                       | BMW 328 2.0 L6                         | ?    | Ludwig Fischer                | 6           |
| Willi Krakau                   | AFM               | 6                       | BMW 328 2.0 L6                         | ?    | Willi Krakau                  | 6           |
| Willi Krakau                   | Krakau            | Eigenbau                | BMW 328 2.0 L6                         | ?    | Harry Merkel                  | 6           |
| Ernst Klodwig                  | Heck              | Eigenbau                | BMW 328 2.0 L6                         | ?    | Ernst Klodwig                 | 6           |
| Rudolf Krause                  | Greifzu           | Eigenbau                | BMW 328 2.0 L6                         | ?    | Rudolf Krause                 | 6           |
| Ken Downing                    | Connaught         | A                       | Lea-Francis 2.0 L4                     | D    | Ken Downing                   | 7           |
| Officine Alfieri Maserati      | Maserati          | A6GCM                   | Maserati A6 2.0 L6                     | P    | Felice Bonetto                | 8           |
| Officine Alfieri Maserati      | Maserati          | A6GCM                   | Maserati A6 2.0 L6                     | P    | Franco Rol                    | 8           |
| Officine Alfieri Maserati      | Maserati          | A6GCM                   | Maserati A6 2.0 L6                     | P    | José Froilán González         | 8           |
| Élie Bayol                     | OSCA              | 20                      | OSCA 2000 2.0 L6                       | P    | Élie Bayol                    | 8           |
| Piero Dusio                    | Cisitalia         | D46                     | BPM 2.0 L4                             | P    | Piero Dusio                   | 8           |
| Vicomtesse de Walckiers        | Simca-Gordini     | 15                      | Gordini 1500 1.5 L4                    | E    | Johnny Claes                  | 8           |

## Resultados
| N.º | Gran Premio                     | Fecha           | Circuito          | Piloto ganador | Constructor ganador | Resultados |
| --- | ------------------------------- | --------------- | ----------------- | -------------- | ------------------- | ---------- |
| 1   | Gran Premio de Suiza            | 18 de mayo      | Bremgarten        | Piero Taruffi  | Ferrari             | Resultados |
| 2   | 500 Millas de Indianápolis      | 30 de mayo      | Indianápolis      | Troy Ruttman   | Kuzma-Offenhauser   | Resultados |
| 3   | Gran Premio de Bélgica          | 22 de junio     | Spa-Francorchamps | Alberto Ascari | Ferrari             | Resultados |
| 4   | Gran Premio de Francia          | 6 de julio      | Rouen-Les-Essarts | Alberto Ascari | Ferrari             | Resultados |
| 5   | Gran Premio de Gran Bretaña     | 19 de julio     | Silverstone       | Alberto Ascari | Ferrari             | Resultados |
| 6   | Gran Premio de Alemania         | 3 de agosto     | Nürburgring       | Alberto Ascari | Ferrari             | Resultados |
| 7   | Gran Premio de los Países Bajos | 17 de agosto    | Zandvoort         | Alberto Ascari | Ferrari             | Resultados |
| 8   | Gran Premio de Italia           | 7 de septiembre | Monza             | Alberto Ascari | Ferrari             | Resultados |

## Clasificaciones

### Sistema de puntuación
- Puntuaban los cinco primeros de cada carrera, más un punto adicional para la vuelta rápida.
- Para el campeonato de pilotos solo se contabilizaban los cuatro mejores resultados obtenidos por cada competidor.
- En caso de que varios pilotos, por circunstancias de la carrera, compitieran con un mismo vehículo, los puntos serían divididos equitativamente entre los pilotos.

| Posición | 1.º | 2.º | 3.º | 4.º | 5.º | VR |
| Puntos   | 8   | 6   | 4   | 3   | 2   | 1  |

### Campeonato de Pilotos
| Pos. | Piloto                        | SUI  | 500 | BEL | FRA  | GBR | GER | NED | ITA | Puntos    |
| ---- | ----------------------------- | ---- | --- | --- | ---- | --- | --- | --- | --- | --------- |
| 1    | Alberto Ascari                |      | Ret | 1   | 1    | 1   | 1   | (1) | (1) | 36 (53,5) |
| 2    | Nino Farina                   | Ret‡ |     | 2   | 2    | 6   | 2   | 2   | (4) | 24 (27)   |
| 3    | Piero Taruffi                 | 1    |     | Ret | 3    | 2   | 4   |     | 7   | 22        |
| 4    | Rudi Fischer                  | 2    |     |     | 11‡  | 13  | 3   |     | Ret | 10        |
| 5    | Mike Hawthorn                 |      |     | 4   | Ret  | 3   |     | 4   | Ret | 10        |
| 6    | Robert Manzon                 | Ret  |     | 3   | 4    | Ret | Ret | 5   | 14  | 9         |
| 7    | Troy Ruttman                  |      | 1   |     |      |     |     |     |     | 8         |
| 8    | Luigi Villoresi               |      |     |     |      |     |     | 3   | 3   | 8         |
| 9    | José Froilán González         |      |     |     |      |     |     |     | 2   | 6.5       |
| 10   | Jim Rathmann                  |      | 2   |     |      |     |     |     |     | 6         |
| 11   | Jean Behra                    | 3    |     | Ret | 7    |     | 5   | Ret | Ret | 6         |
| 12   | Sam Hanks                     |      | 3   |     |      |     |     |     |     | 4         |
| 13   | Ken Wharton                   | 4    |     | Ret |      |     |     | Ret | 9   | 3         |
| 14   | Dennis Poore                  |      |     |     |      | 4   |     |     | 12  | 3         |
| 15   | Duane Carter                  |      | 4   |     |      |     |     |     |     | 3         |
| 16   | Alan Brown                    | 5    |     | 6   |      | 22  |     |     | 15  | 2         |
| 17   | Maurice Trintignant           |      |     |     | 5    | Ret | Ret | 6   | Ret | 2         |
| 18   | Paul Frère                    |      |     | 5   |      |     | Ret | Ret |     | 2         |
| 19   | Felice Bonetto                |      |     |     |      |     | DSQ |     | 5   | 2         |
| 20   | Art Cross                     |      | 5   |     |      |     |     |     |     | 2         |
| 21   | Eric Thompson                 |      |     |     |      | 5   |     |     |     | 2         |
| 22   | Bill Vukovich                 |      | 17  |     |      |     |     |     |     | 1         |
| NC   | Roger Laurent                 |      |     | 12  |      |     | 6   |     |     | 0         |
| NC   | Toulo de Graffenried          | 6    |     |     | Ret‡ | 19  |     |     | DNQ | 0         |
| NC   | Peter Collins                 | Ret  |     | Ret | 6    | Ret |     |     | DNQ | 0         |
| NC   | André Simon                   | Ret‡ |     |     |      |     |     |     | 6   | 0         |
| NC   | Jimmy Bryan                   |      | 6   |     |      |     |     |     |     | 0         |
| NC   | Peter Hirt                    | 7    |     |     | 11‡  | Ret |     |     |     | 0         |
| NC   | Charles de Tornaco            |      |     | 7   |      |     |     | Ret | DNQ | 0         |
| NC   | Duncan Hamilton               |      |     |     |      | Ret |     | 7   |     | 0         |
| NC   | Jimmy Reece                   |      | 7   |     |      |     |     |     |     | 0         |
| NC   | Reg Parnell                   |      |     |     |      | 7   |     |     |     | 0         |
| NC   | Fritz Riess                   |      |     |     |      |     | 7   |     |     | 0         |
| NC   | Lance Macklin                 | Ret  |     | 11  | 9    | 15  |     | 8   | DNQ | 0         |
| NC   | Eric Brandon                  | 8    |     | 9   |      | 20  |     |     | 13  | 0         |
| NC   | Chico Landi                   |      |     |     |      |     |     | 9‡  | 8   | 0         |
| NC   | Johnny Claes                  |      |     | 8   | Ret  | 14  | 10  |     | DNQ | 0         |
| NC   | Toni Ulmen                    | Ret  |     |     |      |     | 8   |     |     | 0         |
| NC   | George Connor                 |      | 8   |     |      |     |     |     |     | 0         |
| NC   | Philippe Étancelin            |      |     |     | 8    |     |     |     |     | 0         |
| NC   | Roy Salvadori                 |      |     |     |      | 8   |     |     |     | 0         |
| NC   | Ken Downing                   |      |     |     |      | 9   |     | Ret |     | 0         |
| NC   | Cliff Griffith                |      | 9   |     |      |     |     |     |     | 0         |
| NC   | Helmut Niedermayr             |      |     |     |      |     | 9   |     |     | 0         |
| NC   | Jan Flinterman                |      |     |     |      |     |     | 9‡  |     | 0         |
| NC   | Prince Bira                   | Ret  |     | 10  | Ret  | 11  |     |     |     | 0         |
| NC   | Louis Rosier                  | Ret  |     | Ret | Ret  |     |     |     | 10  | 0         |
| NC   | Peter Whitehead               |      |     |     | Ret  | 10  |     |     | DNQ | 0         |
| NC   | Johnnie Parsons               |      | 10  |     |      |     |     |     |     | 0         |
| NC   | Yves Giraud-Cabantous         |      |     |     | 10   |     |     |     |     | 0         |
| NC   | Eitel Cantoni                 |      |     |     |      | Ret | Ret |     | 11  | 0         |
| NC   | Jack McGrath                  |      | 11  |     |      |     |     |     |     | 0         |
| NC   | Hans Klenk                    |      |     |     |      |     | 11  |     |     | 0         |
| NC   | Jim Rigsby                    |      | 12  |     |      |     |     |     |     | 0         |
| NC   | Franco Comotti                |      |     |     | 12   |     |     |     |     | 0         |
| NC   | Graham Whitehead              |      |     |     |      | 12  |     |     |     | 0         |
| NC   | Ernst Klodwig                 |      |     |     |      |     | 12  |     |     | 0         |
| NC   | Joe James                     |      | 13  |     |      |     |     |     |     | 0         |
| NC   | Bill Schindler                |      | 14  |     |      |     |     |     |     | 0         |
| NC   | Robert O'Brien                |      |     | 14  |      |     |     |     |     | 0         |
| NC   | Tony Gaze                     |      |     | 15  |      | Ret | Ret |     | DNQ | 0         |
| NC   | George Fonder                 |      | 15  |     |      |     |     |     |     | 0         |
| NC   | Kenneth McAlpine              |      |     |     |      | 16  |     |     | Ret | 0         |
| NC   | Eddie Johnson                 |      | 16  |     |      |     |     |     |     | 0         |
| NC   | Harry Schell                  | Ret  |     |     | Ret‡ | 17  |     |     |     | 0         |
| NC   | Gino Bianco                   |      |     |     |      | 18  | Ret | Ret | Ret | 0         |
| NC   | Chuck Stevenson               |      | 18  |     |      |     |     |     |     | 0         |
| NC   | Henry Banks                   |      | 19  |     |      |     |     |     |     | 0         |
| NC   | Manny Ayulo                   |      | 20  |     |      |     |     |     |     | 0         |
| NC   | Johnny McDowell               |      | 21  |     |      |     |     |     |     | 0         |
| NC   | Tony Crook                    |      |     |     |      | 21  |     |     |     | 0         |
| NC   | Dries van der Lof             |      |     |     |      |     |     | NC  |     | 0         |
| NC   | Stirling Moss                 | Ret  |     | Ret |      | Ret |     | Ret | Ret | 0         |
| NC   | Piero Carini                  |      |     |     | Ret  |     | Ret |     |     | 0         |
| NC   | Bill Aston                    |      |     |     |      | DNS | Ret |     | DNQ | 0         |
| NC   | Hans Stuck                    | Ret  |     |     |      |     |     |     | DNQ | 0         |
| NC   | George Abecassis              | Ret  |     |     |      |     |     |     |     | 0         |
| NC   | Max de Terra                  | Ret  |     |     |      |     |     |     |     | 0         |
| NC   | Spider Webb                   |      | Ret |     |      |     |     |     |     | 0         |
| NC   | Rodger Ward                   |      | Ret |     |      |     |     |     |     | 0         |
| NC   | Tony Bettenhausen             |      | Ret |     |      |     |     |     |     | 0         |
| NC   | Duke Nalon                    |      | Ret |     |      |     |     |     |     | 0         |
| NC   | Fred Agabashian               |      | Ret |     |      |     |     |     |     | 0         |
| NC   | Bob Sweikert                  |      | Ret |     |      |     |     |     |     | 0         |
| NC   | Gene Hartley                  |      | Ret |     |      |     |     |     |     | 0         |
| NC   | Bob Scott                     |      | Ret |     |      |     |     |     |     | 0         |
| NC   | Chet Miller                   |      | Ret |     |      |     |     |     |     | 0         |
| NC   | Bobby Ball                    |      | Ret |     |      |     |     |     |     | 0         |
| NC   | Andy Linden                   |      | Ret |     |      |     |     |     |     | 0         |
| NC   | Robin Montgomerie-Charrington |      |     | Ret |      |     |     |     |     | 0         |
| NC   | David Murray                  |      |     |     |      | Ret |     |     |     | 0         |
| NC   | Willi Heeks                   |      |     |     |      |     | Ret |     |     | 0         |
| NC   | Adolf Brudes                  |      |     |     |      |     | Ret |     |     | 0         |
| NC   | Marcel Balsa                  |      |     |     |      |     | Ret |     |     | 0         |
| NC   | Günther Bechem                |      |     |     |      |     | Ret |     |     | 0         |
| NC   | Rudolf Krause                 |      |     |     |      |     | Ret |     |     | 0         |
| NC   | Rudolf Schoeller              |      |     |     |      |     | Ret |     |     | 0         |
| NC   | Paul Pietsch                  |      |     |     |      |     | Ret |     |     | 0         |
| NC   | Theo Helfrich                 |      |     |     |      |     | Ret |     |     | 0         |
| NC   | Josef Peters                  |      |     |     |      |     | Ret |     |     | 0         |
| NC   | Franco Rol                    |      |     |     |      |     |     |     | Ret | 0         |
| NC   | Élie Bayol                    |      |     |     |      |     |     |     | Ret | 0         |
| NC   | Alberto Crespo                |      |     |     |      |     |     |     | DNQ | 0         |
| NC   | Piero Dusio                   |      |     |     |      |     |     |     | DNQ | 0         |
| Pos. | Piloto                        | SUI  | 500 | BEL | FRA  | GBR | GER | NED | ITA | Puntos    |

| Color      | Resultado                          |
| ---------- | ---------------------------------- |
| Oro        | Ganador                            |
| Plata      | 2.º puesto                         |
| Bronce     | 3.er puesto                        |
| Verde      | Finalizó en los puntos             |
| Azul       | Finalizó sin puntos                |
| Azul       | NC - No clasificado                |
| Violeta    | Ret - No terminó                   |
| Rojo       | DNQ - No se clasificó              |
| Rojo       | DNPQ - No se preclasificó          |
| Negro      | DSQ - Descalificado                |
| Blanco     | DNS - No empezó                    |
| Blanco     | WD - Retirado                      |
| Blanco     | C - Carrera cancelada              |
| Azul claro | TD - Entrenamientos libres (2003-) |
| Sin color  | DNP - Inscrito, pero no participó  |
| Sin color  | INJ - Inscrito, pero lesionado     |
| Sin color  | EX - Excluido                      |

| Estado  | Resultado                                                                             |
| ------- | ------------------------------------------------------------------------------------- |
| Negrita | Pole position                                                                         |
| Cursiva | Vuelta rápida                                                                         |
| 1-8     | Posiciones puntuables de clasificación sprint (2021-)                                 |
| †       | No acabó el Gran Premio, pero fue clasificado ya que completó el porcentaje necesario |
| ‡       | Monoplaza compartido                                                                  |
| ~       | Se otorgó la mitad de puntos ya que no se cumplió con el 75% de la carrera            |
| ≠       | No obtuvo puntos ya que era piloto invitado                                           |
| F2      | Inscrito para carrera de Fórmula 2, no sumaba puntos                                  |

#### Leyenda adicional
- Las puntuaciones sin paréntesis corresponden al cómputo oficial del Campeonato
  - La suma de la puntuación únicamente de los 4 mejores resultados del Campeonato, sin tener en cuenta los puntos que se hubieran obtenido en el resto de carreras.
- Las puntuaciones (entre paréntesis) corresponden al cómputo total de puntos obtenidos
  - La suma de la puntuación de todos los resultados del Campeonato, incluyendo los puntos obtenidos en carreras que no son computados para la clasificación fin
- Los resultados en cursiva se refieren a la vuelta rápida, que otorga un punto para el Campeonato de Pilotos.